# Charis Dukas
Charis Dukas, gr. Χάρης Δούκας (ur. 12 maja 1980 w Atenach) – grecki samorządowiec i nauczyciel akademicki, od 2024 roku burmistrz Aten.

## Życiorys
Studiował inżynierię mechaniczną na Uniwersytecie Arystotelesa w Salonikach, na tej samej uczelni obronił doktorat dotyczący systemów decyzyjnych w promowaniu odnawialnych źródeł energii. Został wykładowcą na Wydziale Inżynierii Elektrycznej i Komputerowej Politechniki Narodowej w Atenach. Publikował artykuły naukowe na temat zrównoważonego rozwoju, a także zajmował się opracowywaniem gminnych planów adaptacji do zmian klimatu i podniesienia efektywności energetycznej. W 2016 roku został członkiem Greckiej Rady Energetycznej, a od 2020 roku jest dyrektorem komitetu narodowego tejże instytucji.

### Działalność samorządowa
W wyborach samorządowych w 2023 roku ubiegał się o urząd burmistrza Aten z poparciem Ogólnogreckiego Ruchu Socjalistycznego. 15 października tego samego roku, w drugiej turze wyborów zwyciężył z urzędującym Kostasem Bakojanisem otrzymując 55,98% głosów. 1 stycznia 2024 objął urząd.

## Życie prywatne
Związał się z Georgią Politanou (gr. Γεωργία Πολυτάνου).